# Hueso temporal
El hueso temporal (Os temporale), hueso del cráneo, es un hueso par, irregular, neumático, situado en la parte lateral, media e inferior del cráneo. Contiene en su espesor el órgano vestibulococlear o de la audición.
De manera oficial el temporal solo tiene tres porciones: porción escamosa, porción mastoidea y porción petrosa. Para poder dar una mejor descripción se le agregan dos más: porción timpánica y la Apófisis estiloides (porción estiloidea)  dando un total de cinco porciones.

## Desarrollo y osificación
Su forma varía según las edades, en el feto y recién nacido se pueden distinguir tres porciones diferentes:
- Porción Escamosa (Pars squamosa)
- Porción Timpánica (Pars tympanica)
- Porción Petrosa (Pars petrosa)

Se osifica a  mediados del segundo mes de vida fetal aparecen dos centros de osificación, uno origina la escama y el otro el hueso timpánico, junto a este se desarrollan otros centros de osificación, tres para cada una de estas partes. En el tercer mes de vida fetal se delimitan ocho centros que producen la petrosa. Otro centro origina la apófisis estiloide.
En el recién nacido en el que las tres porciones no se han soldado todavía a dicha porción se denomina Petromastoidea. En el primer año de vida estas tres porciones se unen mediante una sinostosis para formar un hueso único. Estas tres piezas, al soldarse unas con otras en su desarrollo, originan una serie de suturas más o menos visibles y permanentes. Debido a esta fusión sólo la porción escamosa conserva casi los mismos límites primitivos, las otras dos porciones cambian su disposición primordial, quedando de la siguiente manera:
- Porción escamosa
- Porción mastoidea (en el feto es la parte externa de la porción petrosa)
- Porción petrosa (en el feto es la parte interna de la porción petrosa y la porción timpánica)

## Porción escamosa o concha (Pars squamosa)
La porción escamosa del temporal, plana, gruesa, irregularmente circular, se asemeja a una escama de pez, de donde deriva su nombre (de squama, escama). Se encuentra en la parte superior y lateral del temporal.
- Circunferencia: por su borde anterior (Margo sphenoidalis) está soldada con las alas mayores del esfenoides y por su borde posterior o escamoso (margo parietalis) con el borde inferior del parietal (formando en este la sutura temporo-parietal).[7]

- Cara externa (Facies temporalis): es convexa, forma parte de la fosa temporal y región frontal; se observa, el surco vascular de la arteria temporal profunda posterior (Sulcus arteriae temporalis mediae); más abajo la apófisis cigomática del temporal (Processus zygomaticus) en su comienzo se encuentra dos raíces, una anterior y otra posterior y entre ellas encontramos la fosa mandibular, en la cara inferior de la raíz anterior encontramos el cóndilo del temporal o tubérculo articular.

- Cara interna (Facies cerebralis) es cóncava. Presenta depresiones en relación con las circunvoluciones y los surcos vasculares excavados por las ramas de la arteria meníngea media.

## Porción mastoidea (Pars mastoidea)

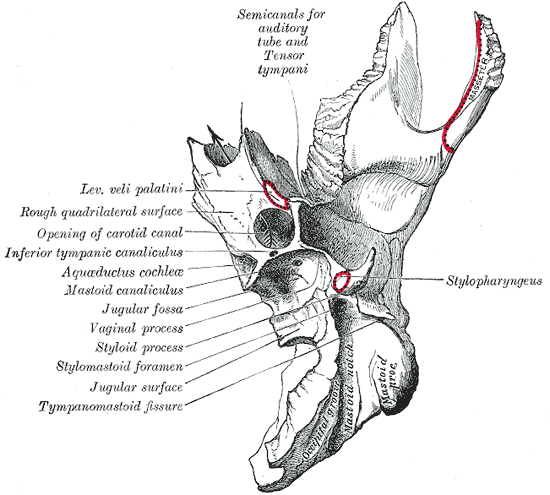
Hueso temporal. Cara inferior.

Situada en la parte posteroinferior del temporal, por detrás del conducto auditivo externo, formada por la parte más externa del peñasco fetal. Se distinguen en ella una cara externa, otra interna y una circunferencial:
- Cara externa: es plana, convexa, muy irregular y termina inferiormente por una eminencia voluminosa de forma cónica, la apófisis mastoides (Processus mastoideus). Esta cara presenta frecuentemente una fisura dirigida hacia abajo y adelante, vestigio de la fisura petroescamosa posterior. Por encima y atrás del orificio del conducto auditivo externo se observa un saliente pequeño, o espina de Henle (Spina suprameatalis) y algo hacia atrás de ésta, una superficie con múltiples orificios vasculares, denominada zona cribosa. Cerca del borde posterior de esta cara, se encuentra el orificio externo del conducto mastoideo (Foramen mastoideum), para la vena emisaria mastoidea que une el seno sigmoideo con venas del sistema yugular.
- Cara interna: se confunde por delante con la base. En este lugar se observa un amplio surco vertical o canal del seno sigmoideo (Sulcus sinus sigmoidei) que lleva hacia la parte media del orificio interno del conducto mastoideo.
- Circunferencia: es libre en su parte superior y posterior, se confunde en el resto de su contorno, por una parte en la concha, y por otra con el peñasco, del que la porción mastoidea, no debemos olvidarlo, constituye una dependencia. Su porción libre es muy gruesa y rugosa sin ser dentada. Está biselada por arriba a expensas de la tabla externa, y por atrás a expensas de la tabla interna. Su porción superior se articula con el parietal; su porción posterior con el occipital. Aquí encontramos la incisura parietal (Incisura parietalis)
- Configuración interna: Aquí encontramos las células mastoideas que son cavidades neumáticas huecas[9]

## Porción timpánica (Pars tympanica)
También se le denomina hueso timpánico o timpanal, es un segmento embrionario distinto de las demás porciones, en su desarrollo, desde los tres meses de gestación hasta los dos años de edad aproximadamente, tiene la forma de un anillo abierto en su parte superior  llamado  anillo timpánico (anulus tympanicus), el cual se osifica durante el proceso ontogenético. El hueso timpánico en el adulto se presenta como una superficie regular, y constituye  solo la pared inferior del conducto auditivo externo (meatus acusticus externus) en la parte posterior esta el orificio del conducto auditivo externo (porus acusticus externus) y  en la parte anterior encontramos la ranura timpanica (sulcus tympanicus) para la membrana timpánica cuyo  borde anterior contiene la espina timpánica mayor (spina tympanica major) y en su borde posterior encontramos  la espina timpánica menor ( spina tympanica minor ). Entre estas dos espinas esta la insisura tímpánica (incisura tympanica), una pequeña prolongación del hueso timpánico que forma una vaina por delante de la base de la apófisis estiloides llamada apófisis vaginal de la apófisis estiloides (vagina processus styloidei).

## Porción petrosa, porción pétrea, peñasco, hueso petroso (Pars petrosa)

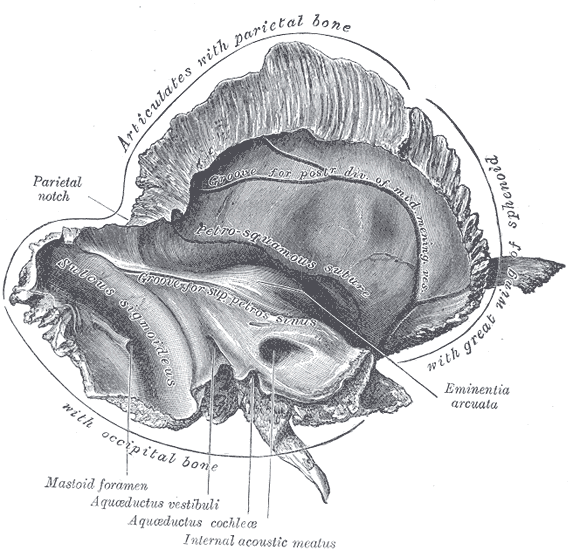
Hueso temporal. Cara interna o endocraneana.

Tiene forma de pirámide cuadrangular, con la base vuelta para afuera y hacia atrás, en tanto que el vértice, truncado, se dirige hacia dentro y adelante, formado por la parte interna del peñasco y porción timpánica fetal. Esta porción contiene numerosas cavidades y múltiples conductos que lo atraviesan. Presenta cuatro caras, dos superiores o endocraneanas y dos inferiores o exocraneanas, que van a formar la cara anterosuperior y la posterosuperior, la cara anteroinferior y la posteroinferior.
- Base: Formada por:

1. Orificio del conducto auditivo externo (Porus acusticus externus)
2. (Spina supraneatum)

- Vértice (apex partis petrosae):

1. Orificio interno del conducto carotídeo (Apertura interna canalis carotici)

- Cara Anterosuperior (endocraneana)(Facies anterior partis petrosae). Está conformada por:

1. Eminencia arcuata (Eminentia arcuata)
2. Techo de la caja del tímpano (Tegmen tympani): Dentro de esta  se  encuentran dos hiatos principales y numerosos hiatos accesorios
3. Hiato de Falopio (Hiatus canalis nervi petrosi majoris)
4. Fosa de gasser (Impressio trigeminalis): (Formada por la impresión del ganglio de gasser, el cual pertenece al nervio trigémino, V)

- Cara posterosuperior (endocraneana) (Facies posterior partis petrosae). Está formada por:

1. Fosa subarcuata (Fossa subarcuata)
2. Orificio del acueducto del vestíbulo ( Apertura externa canaliculi vestibuli )
3. Conducto auditivo interno (Meatus acusticus internus)

- Cara anteroinferior (exocraneana) (Facies anterior partis petrosae). Consta de:

1. Apófisis vaginal (Vagina processus styloidei)
2. Apófisis tubaria (Tubal Apophysis)
3. Superficie superior en donde está la inserción del músculo del martillo (Semicanalis musculi tensoris tympani)
4. Canal óseo de la trompa de Eustaquio (Semicanalis tubae auditivae)

- Cara posteroinferior (exocraneana) ( Facies inferior partis petrosae). Constituida por:

1. Apófisis estiloides (Processus styloideus)
2. Agujero estilomastoideo (Foramen stylomastoideum)
3. Acueducto de Falopio (Canalis nervi facialis)
4. Fosa yugular  (Fossa jugularis)
5. Ostium introitus o Canaliculus mastoideus
6. Conducto carotídeo (Canalis caroticus)
7. Conducto de Jacobson(Canaliculus tympanicus)
8. Superficie rugosa en donde se insertan los músculos peristafilinos

- Borde superior (Margo superior partis petrosae) (margo superior partis petrosae):

1. Canal petroso superior (Sulcus nervi petrosi majoris)

- Borde inferior:

1. Cresta pétrea: forma la apófisis vaginal (Vagina processus styloidei)

- Borde posterior (Margo posterior partis petrosae)

1. Canal petroso inferior (Sulcus sinus petrosi inferioris)
2. Fosita petrosa (Fossa petrosa): para el glanglio de Anders
3. Apófisis infrayugular o espina yugular del temporal (processus intrajugularis)
4. Ranura yugular (Incisura jugularis): forma el borde anterior del agujero rasgado posterior
5. Carilla yugular (Facies jugularis)

- Borde anterior

1. Cisura de Glaser (Fissura petrotympanica)[13]

## Eminencias
- Apófisis Cigomático (Processus zygomaticus): se articula con el apófisis temporal del cigomático formando el arco cigomático
- Cóndilo del temporal o Tubérculo articular (Tuberculum articulare): es redondeada, se encuentra unido a la fosa mandibular.
- Apófisis mastoidea (Processus mastoideus): es una proyección redondeada que se sitúa detrás del conducto auditivo externo y constituye un punto de inserción de los músculos.
- Apófisis estiloides (Processus styloideus): localizada en la cara posteroinferior de la porción petrosa es una apófisis muy larga en forma de espina y dirigida hacia abajo, adelante y adentro. Es el punto de inserción proximal del Ramillete de Riolano

## Depresiones
- Conducto carotídeo (Processus zygomaticus): Pasa la arteria carótida interna, plexo venoso carotídeo, plexo simpático carotídeo interno.
- Agujero rasgado posterior o Foramen yugular (Foramen jugurale): Agujero por el que pasa la vena yugular, Nervio Glosofaríngeo IX, Nervio Vago X, Nervio Accesoro Espinoso XI.
- Fosa mandibular (Fossa mandibularis): Se encuentra delimitada por el cóndilo temporal o tubérculo articular, por la cisura de Glasser o timpanoescamosa, por los tubérculos cigomáticos anterior y posterior.
- Conducto auditivo externo (Meatus acusticus externus) : Se comunica con el oído medio.
- Conducto auditivo interno (Neatus acusticus internus): Se introducen en él, el nervio facial VII, el nervio vestibulococlear VIII, y la arteria laberíntica.
- Agujero mastoideo (Foramen mastoideum): Lo atraviesa una vena emisaria.
- Agujero Estilomastoideo(Foramen stylomastoideum): Por donde salen el Nervio facial, (VII par craneal) y los Vasos Estilomastoideos.
- Hiatus de Falopio (Hiatus canalis nervi petrosi majoris): Para el Nervio petroso superficial mayor
- Hiatus Accesorios (Hiatus canalis nervi petrosi minoris): Para el Nervios Petroso Superficial Menor, profundo mayor y menor.
- Techo del tímpano (tegmen tympani); en la zona anterosuperior de la porción petrosa.
- Eminencia Arcuata (Eminentia arcuata); en la zona anterosuperior de la porción petrosa, se corresponde interiormente con el canal semicircular superior.
- Acueducto Vestibular- Conducto endolinfático
- Fosa Arcuata (Fossa subarcuata); en la zona posterosuperior de la porción petrosa.
- Fosa de Gasser (Impressio trigeminalis):localizada en la cara anterosuperior de la porción petrosa, que aloja el ganglio del mismo nombre.
- Conducto Timpánico (Jacobson)- localizado en la cara inferior de la porción petrosa en una cresta que separa el conducto carotídeo del foramen yugular; por este conducto pasa el nervio timpánico (Jacobson).
- Canal de Falopio o El canal facial (Canalis nervi facialis);es un canal en forma de Z que corre a través del hueso temporal desde el conducto auditivo interno a las foramen estilomastoideo

## Articulaciones
Articulaciones extrínsecas
Articulaciones formadas entre los huesos del cráneo con el temporal:
- Arriba con el parietal por su (margo parietalis) formando Sutura escamosa (Sutura squamosa) y la  Sutura parietomastoidea (Sutura parietomastoidea)[14]
- Atrás con el hueso occipital (margo occipitalis) formado la Sutura escamomastoidea (Sutura squamomastoidea)[15]
- Por delante y por dentro con el esfenoides (margo sphenoidalis) formado la  Sutura esfeno-escamosa (Sutura sphenosquamosa)
- Por delante y por fuera con el cigomático (malar) formado la Sutura temporocigomática (Sutura temporozygomatica)
- Con el maxilar inferior por las facies articularis  formado la Articulación temporomandibular  (Articulatio temporomandibularis)

Articulaciones intrínsecas
Vestigios de la fusión de las porciones del hueso temporal entre sí:
- la fisura petrotimpánica (fissura petrotympanica)
- La fisura petroescamosa (fissura petrosquamosa)
- La fisura timpánicaescamosa (fissura tympanosquamosa)
- La fisura timpanomastoidea (fissura tympanomastoidea)

## Inserciones musculares
Trece músculos, sin comprender los del oído medio, se insertan en el temporal:
- Porción escamosa:
  - Músculo crotafites o temporal
- Porción petrosa:
  - Músculo periestafilino interno y casi siempre el petrofaringeo de ALBINUS
- Porción mastoidea:
  - Músculo auricular posterior
  - Músculo esternocleidomastoideo
  - Músculo esplenio de la cabeza
  - Músculo complexo menor
  - Músculo digástrico
- Apófisis cigomática
  - Músculo masetero
  - En algunos sujetos un manojo del músculo auricular anterior
- Apófisis estiloides
  - Músculo estilogloso
  - Músculo estilohioideo
  - Músculo estilofaríngeo

## Función
- Proteger el encéfalo y los órganos de la audición.[17]
- Proporciona parte de las superficies articulares para la Articulación temporomandibular (cavidad glenoidea y raíz transversa de la apófisis cigomática).
- Forma parte de la región temporal y de la fosa temporal.